# 张丽 (手球运动员)
张丽（1976年10月4日—），出生于北京，中国女子手球运动员，曾代表中国国家队参加1996年夏季奥运会和2004年夏季奥运会女子手球比赛，分别获得第五名和第八名。